# ユリウス・キム
ユリウス・キム（英: Julius Kim、1975年 - ）は、韓国のピアニスト。ユリウス・ジョンウォン・キム（Julius Jeongwon Kim）、キム・ジョンウォン（Kim Jeongwon）などとも表記される。

## 来歴
ウィーン国立音楽大学、パリ国立高等音楽・舞踊学校を卒業。1997年にベーゼンドルファー国際コンクールで一位を獲得し、2001年にCDデビュー。日本では2006年の韓国ドラマ「春のワルツ」でのピアノ演奏、2007年の映画「私のちいさなピアニスト」への出演で知られる。
「春のワルツ」では、主役のソ・ドヨンのピアノ演奏を担当した。本人へのインタビューによると、監督のユン・ソクホが企画段階で主人公をチェリストかピアニストかを決めかねていたところ、ユリウスのコンサートを聴き、ドラマの設定と同じくウィーンに留学していることから主人公をピアニストに決めたとのこと。
「私のちいさなピアニスト」では、ピアノ教師役のオム・ジョンファの生徒であり主人公のキョンミン役で出演。キョンミン（ちいさなピアニスト）が成長した姿を演じ、ラフマニノフ「ピアノ協奏曲第2番」を演奏した。
2010年には、ラフマニノフの交響曲第2番をピアノ協奏曲にアレンジした「ピアノ協奏曲第5番」のアジア初演をつとめる。